# Do Jeito Que Elas Querem
Book Club (bra/prt: Do Jeito Que Elas Querem) é um filme de comédia romântica  de estreia do diretor Bill Holderman.

## Enredo
O filme retrata como quatro amigas que leem Fifty Shades of Grey como parte de seu clube mensal do livro e, posteriormente, começam a mudar a maneira como veem seus relacionamentos pessoais.

## Elenco
Compõem o elenco os atores:
- Diane Keaton como Diane
- Jane Fonda como Vivian
- Candice Bergen como Sharon Myers
- Mary Steenburgen como Carol Colby
- Andy García como Mitchell
- Don Johnson como Arthur
- Craig T. Nelson como Bruce Colby
- Richard Dreyfuss como George
- Alicia Silverstone como Jill
- Katie Aselton como Adrianne
- Ed Begley Jr. como Tom
- Wallace Shawn como Derek
- Lili Bordán como Irene
- Tommy Dewey como Chris
- Mircea Monroe como Cheryl

## Mídia caseira
Em agosto de 2018, o filme chegou para as mídias de DVD, Blu-ray e Digital HD.

## Recepção da crítica
Mario Abbade, do jornal O Globo, classificou como: "A grande sacada do projeto foi ter escalado como protagonistas as talentosas e carismáticas Jane Fonda, Diane Keaton, Candice Bergen e Mary Steenburgen. [...] Os diálogos que podem ser considerados por alguns até meio chulos sobre a importância do sexo — ou a falta dele"
Richard Roeper, do americano Chicago Sun-Times, anotou que "Apesar de alguns dos personagens terem sofrido tragédias na vida, nenhum deles tem preocupações financeiras ou de saúde. A vida é boa, e a maior parte do "drama" que eles experienciam é auto-infligido, e quase bobo."

## Bilheteria
O Book Club faturou US$ 68,6 milhões apenas nos Estados Unidos. Ao redor do mundo o filme arrecadou US$ 91,1 milhões e teve um orçamento de US$ 10 milhões.

## Sequência
Em junho de 2019 Mary Steenburgen confirmou a notícia que o filme ganhará uma sequência.